# Johannes Gijsbertus Bastiaans
 (juillet 2025).
Si vous disposez d'ouvrages ou d'articles de référence ou si vous connaissez des sites web de qualité traitant du thème abordé ici, merci de compléter l'article en donnant les références utiles à sa vérifiabilité et en les liant à la section « Notes et références ».
Johannes Gijsbertus Bastiaans (né le 31 octobre 1812 à Wilp - mort le 16 février 1875 à Haarlem) est un organiste, compositeur et théoricien de la musique néerlandais. 

## Biographie

### Jeunesse et formation
Bastiaans reçoit des cours d'orgue dès l'âge de dix ans à Deventer. En parallèle, il apprend le métier d'horloger et s'installe à Rotterdam. Il y rencontre CF Hommert, qui lui fait découvrir la musique de Jean-Sébastien Bach.
Il s'installe en Allemagne où il étudie entre autres avec Felix Mendelssohn-Bartholdy et Albert Becker. En 1839, il devient organiste de la congrégation mennonite de Deventer. En 1840, il joue à la Zuiderkerk d'Amsterdam et, entre 1858 et 1878, il est organiste municipal à la Grote Kerk à Haarlem.

### Œuvre
Il est l'un des moteurs de l'attention croissante portée à Bach aux Pays-Bas. Bastiaans écrit plusieurs chorals et œuvres pour orgue et piano. Il écrit également plusieurs mélodies pour le livre paroissial Vervolgbundel op de Evangelische Gezangen. Le livre de chansons d'église Liedboek voor de Kerken énumère 9 chansons qui sont accompagnées de ses mélodies.
Dans le Songbook for the Churches, il envoie 9 chansons. Un exemple bien connu en est De Heer is mijn Herder, qui est inclus dans la collection mensuelle paraissant sous le nom de Song of the Good Shepherd. Les paroles de cette chanson sont écrites par Jan Jakob Lodewijk ten Kate.
Certaines chansons pour enfants du recueil de chansons Kinderliederen de JP Heije (1843) sont également mises en musique par Bastiaans, dont la chanson Tusschen Keulen en Parijs - Leît de weg naar Rome.

### Famille et descendance
Bastiaans est issu d'une famille de marchands. Il épouse d'abord Margaretha Anna Elizabeth Brinck et après sa mort Alberdina Helena van Zutphen. 
Il a de nombreux enfants. La plupart sont devenus organistes après lui : 
- Maria Bastiaans est organiste à Steenwijk et épouse Carel Frederik Cordes
- Adèle Sophia Constantia Bastiaans (1850-1933) vit quelque temps dans la Sweelinckstraat à La Haye, du nom de l'organiste Jan Pieterszoon Sweelinck
- Anna Laura Julia Bastiaans, mariée avec le photographe Louis Johan Cordes (frère et co-partenaire de Carl Frederik Cordes)
- Johannes Bastiaans devient organiste à Haarlem
- Clara Bastiaans est devenue organiste à Oisterwijk
- Tonia Bastiaans (avec sa seconde épouse) est devenue chanteuse, pianiste. Elle épouse l'architecte d'Amsterdam Adriaan Willem Weissman.

Sa petite-nièce, Anna van Otterbeek Bastiaans est chanteuse (alto).